# Rune Gustafsson (friidrottare)
För andra betydelser, se Rune Gustavsson (olika betydelser).
Oskar Rune Gustafsson, född 1 december 1919 i Tutaryds församling, Kronobergs län, död 25 juni 2011 i Värnamo, Jönköpings län var en svensk medeldistanslöpare. Han tävlade för Wärnamo SK. 
Gustafsson blev europamästare på 800 meter och vann även SM 1946. Samma år slog han världsrekord på 1 000 meter med tiden 2.21,4.